# COMSA Corporación
COMSA Corporación de Infraestructuras, S.L. és un grup global de desenvolupament d'infraestructures, enginyeria industrial i serveis, basat a Barcelona. Amb més de 130 anys d'experiència, també té activitat en les àrees de concessions d'infraestructures i energies renovables.
El grup és present en una vintena de països distribuïts principalment arreu d'Europa i Amèrica del Sud. Al 2020, va facturar 778 milions d'euros amb una plantilla de 5.300 treballadors.

## Història
Amb el nom de «Construccions Miarnau» Josep Miarnau Navàs va fundar, l'any 1891, una petita societat centrada en els treballs de manteniment de la xarxa de vies de ferrocarril i la renovació d'estacions. Va obrir les oficines a Barcelona, al carrer d'Aragó, i treballava en les línies de ferrocarril de Tarragona-València i Tarragona-Reus-Lleida. Casat amb una vila-secana, Dolors Ciurana Solé, van anar a viure a Reus on van aixecar el Mas del Miarnau, (avui unes dependències de la URV). A la mort del fundador el 1934, els hereus la van transformar en societat anònima amb el nom de «Hijos de José Miarnau Navás», i van traslladar la seu de Reus a Barcelona. El 1940 va diversificar el negoci entrant a la construcció d'obres d'enginyeria civil com carreteres i ponts, i també en la construcció d'edificis, participant en la renovació del Carrer d'Aragó, l'ampliació del Port de Barcelona o el Palau Sant Jordi.
El 1964 passa a nomenar-se «Construcciones Miarnau Sociedad Anónima», i se centra en la mecanització dels treballs ferroviaris, incorporant maquinària especialitzada. Durant els anys 70 l'empresa comença a expandir-se per tot territori espanyol, amb seus a Madrid i València i el 1976 canvia el nom per l'acrònim «COMSA».
A partir del 1980 va tenir un paper important en la renovació de la xarxa ferroviària espanyola, i en la posterior construcció de l'Alta Velocitat Espanyola el 1990, juntament amb els inicis de la internacionalització a Portugal, Xile i l'Argentina. L'any 2000 va diversificar-se en els negocis del medi ambient, transport per ferrocarril, energies renovables i concessions.
El 2009 es va integrar al grup l'enginyeria EMTE, passant a «COMSA EMTE», però el 2015 es van reestructurar totes les empreses del grup sota la denominació COMSA Corporación.

## Empreses del grup[3]
- COMSA
- COMSA Industrial
- COMSA Service
- COMSA Concesiones
- COMSA Renovables
- COMSA Solutions
- COMSA Security
- COMSA Machinery
- IPT
- GdES Grentech
- Gios
- Fergrupo (Portugal)
- Trakcja (Polonia)
- Kauno Tiltai (Lituania)
- Eolis (México)
- Nortúnel
- GMF
- Topsar
- Travipos
- Ubladesa
- Egatel